# A.B. Drachmanngletsjer
De A.B. Drachmanngletsjer is een gletsjer in Nationaal park Noordoost-Groenland in het oosten van Groenland. 
De gletsjer is vernoemd naar Anders Bjørn Drachmann.

## Geografie
De gletsjer is een zijtak van de L. Bistrupgletsjer waar die zich in het noordoosten bijvoegt. Ze is zuidwest-noordoost georiënteerd en heeft een lengte van meer dan 45 kilometer.
Ongeveer vijftien kilometer noordelijker ligt de Budolfi Isstrømgletsjer en de Ebbegletsjer.